# 대한민국 임시정부 구미외교위원부
대한민국 임시정부 구미위원부(歐美委員部)는 일제강점기 대한민국 임시정부의 미국, 유럽 측 대표기관으로, 주미한국대사관의 전신이다. 1919년 8월 25일 이승만이 미국 워싱턴 D.C.에 구미위원부를 설립했으며, 그해 9월 11일 전세계 임시정부가 통합되어 대한민국 임시정부로 개편되자 대한민국 임시정부 구미위원부로 공식화하였다. 공식 명칭은 구미주차한국위원회(歐美駐箚韓國委員會, Korean Commission to America and Europe)이다. 이후 북미주와 하와이, 멕시코와 쿠바 등지의 교민 사회에 '지방위원부'가 설치되었으며, 서재필이 이끌던 필라델피아의 한국통신부, 김규식이 주재하고 있던 프랑스의 파리위원부도 구미위원부의 관할 아래 포함시켰다. 구미위원부는 대한민국 임시정부의 미국, 유럽 측의 대표 기관이자 임시정부의 미국 주재 대사관 역할을 수행하였으며, 주미, 유럽 동포와 한인 유학생들을 대상으로 대한민국 임시정부의 활동 홍보와 모금 활동, 한국의 독립 승인 외교 활동 등을 하였다. 1925년 3월 10일 철폐령이 내려졌다가, 1941년 6월 4일 주미외교위원부(駐美外交委員部)로 복설되었다. 1948년 8월 15일 대한민국 정부 수립 후 주미한국대사관으로 바뀌었다.

## 역사

### 설립 (1919)

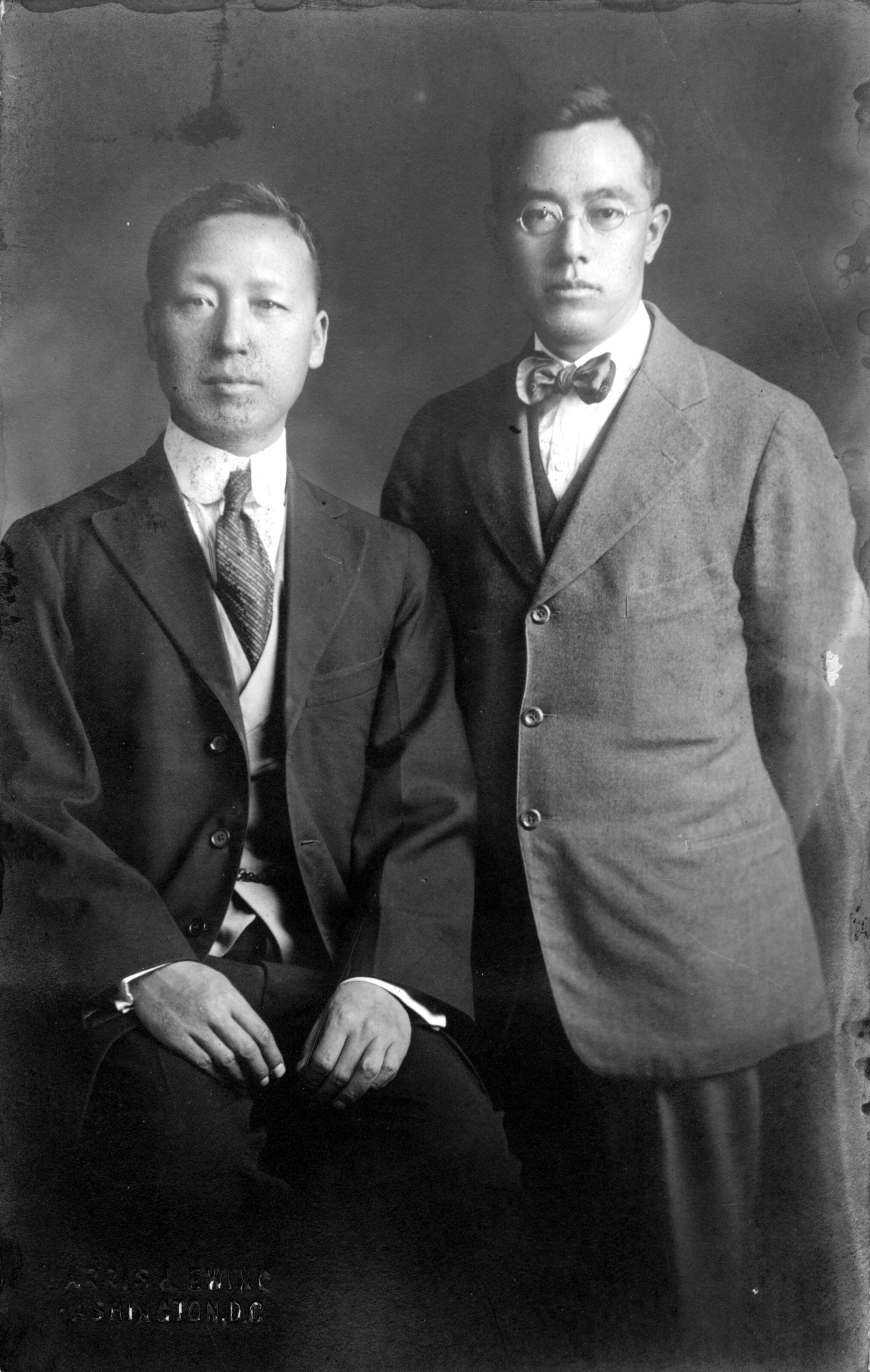
1919년, 구미위원부 시절 이승만과 김규식 워싱턴에서.

1919년 8월 25일, 임시 집정관총재 이승만이 워싱턴 D. C.에 구미위원부를 설치하였다.
1919년 9월 11일 전세계 임시정부가 통합되어 대한민국 임시정부로 개편되자 대한민국 임시정부 구미위원부로 공식화하였다. 공식 명칭은 구미주차한국위원회(歐美駐箚韓國委員會, Korean Commission to America and Europe)이다.
1919년 구미위원부 초대 위원장에 김규식이 임명되었다. 이후 북미주와 하와이, 멕시코와 쿠바 등지의 교민 사회에 '지방위원부'가 설치되었으며, 서재필이 이끌던 필라델피아의 한국통신부, 김규식이 주재하고 있던 프랑스의 파리위원부도 구미위원부의 관할 아래 포함시켰다. 숙소는 포틀랜드 호텔, 사무실은 백악관과 근접한 H가(街) 14번지에 있는 15층 남짓의 컨티넨탈 빌딩 두 방을 얻어서 활동하였다. 공관에서는 한국 독립을 돕는 미국의 명사들을 초청해서 간소한 행사도 열었다.

### 독립공채표 발매 (1919)
1919년 9월 12일, 구미위원부는 독립공채표 혹은 '대한민국 공채표'를 발행하였다. 이 공채를 소화시키기 위해서 미 대륙을 양분하여 동서부에 각각 1명, 하와이와 쿠바, 멕시코 등지에 각각 1명씩을 선발하고 그들로 하여금 교포들을 일일이 찾아가 호응을 얻도록 하였다. 독립공채표로 거둔 의연금은 상하이에 소재한 대한민국 임시정부로 송금되었다. 원래 이 애국공채는 한국의 건국시에 공채 형식으로 상환하기로 되어 있었는데, 분단과 전쟁의 소용돌이 속에서 제대로 이루어지지 못하다가 1984년 6월 28일, 독립공채상환에관한특별조치법이 제정되어 채권에 명시된 액면가 금액에 소정의 이자를 합산하여 지불하기 시작하였다.
1920년 임시정부의 총수입은 69,000달러였는데, 이 가운데 인구세는 2,940달러로 4.3%, 애국금은 44,583달러로 64.6%를 차지했다. 또 구미위원부에서 송금해온 돈도 12,354달러로 17.9%를 점했다. 애국금의 제도는 폐지되었지만 1920년까지 애국금이 가장 큰 비중을 차지했으며, 공채 판매액은 얼마 되지 않았다. 이승만은 직접 미주 지역의 모든 재정을 관할하고 공채도 자신의 책임하에 발행하겠다고 주장했다.
그 결과 임시정부로부터 미주의 재정업무를 위임받아 애국금 등을 관장하고 있던 대한인국민회 중앙총회와 갈등을 빚게 되었다. 임시정부는 국무회의를 열어 애국금은 대한인국민회 중앙총회가 이미 임시정부로부터 위임을 받아 수납해온 것이니 취소할 수 없고, 공채는 장차 주미재무관을 파견하여 발행하겠다고 이승만에게 통보했다. 이승만은 크게 반발했다. 결국 임시정부는 이동녕, 이시영의 주장에 따라 공채 발행을 구미위원부에 위탁하기로 결정했다. 이승만의 구미위원부는 1920년 6월부터 임시정부에 송금을 시작했는데, 그 액수는 1919년 8월 이후 2년 동안 구미위원부 총 지출액 91,640달러의 18%인 16,452달러였다.
1920년 8월 7일 김규식은 대한인국민회 하와이지방총회 회장 이종관을 구미위원부 하와이구역 시찰원에 임명하였다. 김기창을 구미위원부 멕시코구역 시찰원에 임명하였다.

### 외교활동 (1919~1925)

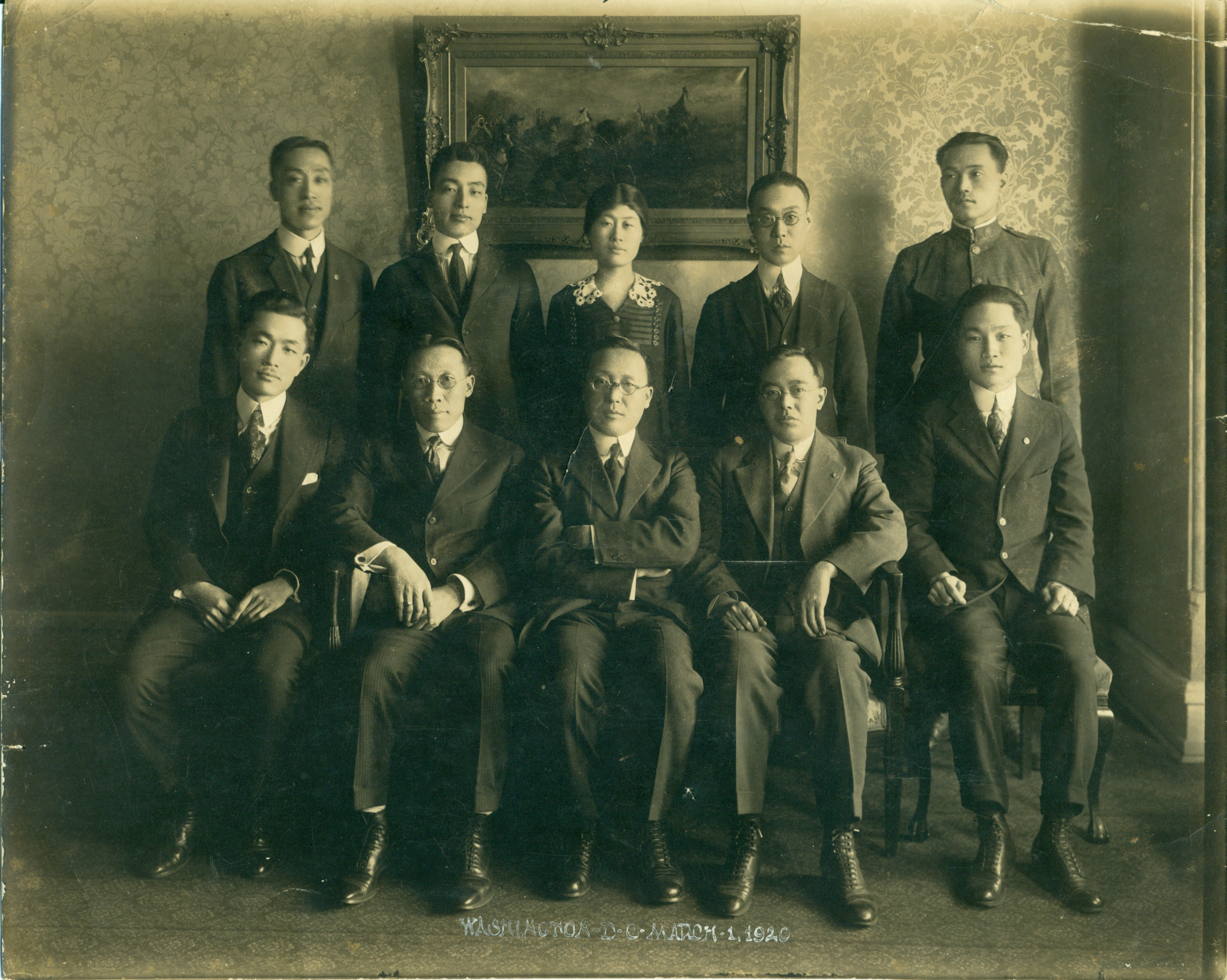
1920년 3월 1일, 워싱턴에서 3·1절 1주년 기념식을 마치고 기념촬영을 한 임정 구미위원부 간부들. 앞줄 왼쪽부터 이희경, 송헌주, 이승만, 김규식, 노백린 뒷줄 왼쪽부터 남궁염, 임병직, 식모 신 씨, 신형호.

한 외교사절기관의 성격을 갖는다. 그러나 업무범위나 대상에서는 구미(유럽과 미국)라는 이름에서 나타나는 것처럼 주미대사관, 주한미대사관 등의 범위보다는 넓은 유럽과 미국을 대상으로 한 외교기관이라는 점에서 그 성격이나 활동무대가 광범위하고 포괄적이며 성격상 정식 대사관은 아니었다.

### 현순 사태 및 김규식 사퇴 (1921)

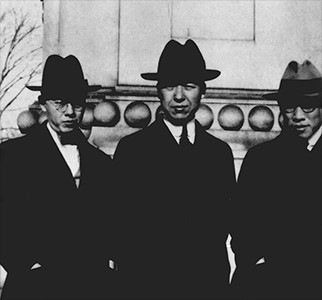
구미위원부에서 활동하던 김규식, 이승만, 송헌주.

1920년 9월 28일 임정 대통령 이승만과 구미위원부 위원장 김규식은 대한민국 임시정부 현지 취임을 위해 미국을 떠나 상하이로 가기 전에 현순에게 위원장대리(서리)를, 정한경에게 서기를 맡겼다.
이승만은 1920년 12월, 김규식은 1921년 1월 임정에 도착하였다.
1921년 3월 9일 구미위원부 위원장서리 현순은 이승만에게 보낸 업무보고에서 워런 G. 하딩 대통령의 취임 이후 미일관계가 급박하게 돌아가고 있음을 이승만에게 알리면서 구미위원부를 '대한민국 대사관'으로 개편하여 미국 정부의 정식 승인을 얻으려 한다고 말했다. 그 후 현순은 독단적으로 '주미대사'라는 직함을 사용하였다.
이에 1921년 4월 14일 오전에 이동녕, 이시영, 안창호, 신규식, 신익희, 김규식이 임정 대통령 이승만의 사저를 내방하였다. 이승만은 "지금 구미위원부 일이 매우 절박합니다. 현순은 마땅히 파면해야 하며 서재필 박사가 임시위원장에 피선되었습니다. 바라건대 여러분들은 비록 공식적인 것은 아니지만 이에 찬동해 주십시오"라고 말했다. 그러자 김규식이 사면장(辭免狀)을 내면서 "뜻을 결정한 지가 오래 되었는데, 아직까지 지연되어 미안합니다"라고 말했다. 또한 김규식은 "내가 이와 같은 문제에 답을 하지 못했는데, 나는 그 (내용)을 알지 못하겠다"고 말했다. 즉 당시 구미위원부 위원장 김규식이 위원장서리 현순이 일으킨 파동에 대해서 도의적인 책임을 지고 사퇴하게 된 것이다.
1921년 4월 25일 김규식은 구미위원부 위원장직을 사퇴하였다. 4월 26일 현순은 구미위원부 위원직에서 해임되었다. 4월 26일 서재필은 구미위원부 위원장에 임명되었다. 4월 29일 김규식은 임정 학무총장직을 사퇴하였다.

### 워싱턴 군축 회담에 대표단 파견 (1921)
워싱턴 해군 군축 회의가 개최된다는 소식이 전해지자 대한민국 임시정부는 '대태평양회의(對太平洋會議)' 외교 후원회가 조직되었으며 '태평양 회의 선언서'를 발표하고 이 회의에 한국의 독립 문제를 제기하기 위하여 이승만을 미국으로 파견하였다. 당시 이승만은 밀항하여 상해에 와 있었는데 1921년 5월 20일, 많은 임시정부 요인과 교포들의 환송을 받으며 미국 기선 컬럼비아 호를 타고 필리핀의 마닐라를 거쳐 워싱턴으로 향하였다. 임시정부는 파견된 대표단의 활동을 뒤에서 후원하였으며, 뉴욕에서도 후원회가 조직되어 대표단의 외교 경비를 뒷받침해 주었다. 특히 뉴욕서 유학하던 조병옥, 허정 등의 청년 유학생들이 함께하여 많은 도움을 주었다.
1921년 8월 16일, 워싱턴 군축 회담(Washington Naval Conference)에 참석하기 위해 하와이 호놀룰루를 출발하여 샌프란시스코에 도착하였다. 오전 8시 30분에 샌프란시스코 도착하자 기자들이 사진을 찍고 이승만을 인터뷰 하였다.
이 인터뷰에서 이승만은 워싱턴 군축 회의에서 한국민의 독립을 호소하고자 워싱턴으로 돌아왔으며, 회의가 미국 영토에서 열리기 때문에 파리 평화회의에서처럼 한국 대표들이 일본 외교관들에게 질식을 당하지는 않기를 희망한다고 말하였다.

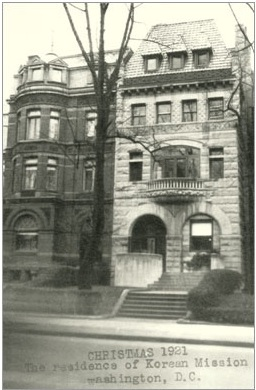
1921년 12월 25일, 구미위원회 워싱턴 본부 건물.

워싱턴에 도착한 이승만은 한국 대표가 공식적으로 참석할 수 있도록 하기 위한 준비 위원회를 꾸리기 시작하였다. 임시정부 대표단이 공식적이라는 인상을 가능한 띄기 위하여 이승만의 평생의 독립운동 동지인 국제 통신사인 INS(International News Service)의 젊은 기자 J. 제롬 윌리암스 주선으로 신문 기자들을 초청하여 기자 회견을 열고 억압에 눌린 한국인들의 투쟁사를 설파하며 기자들을 통해 먼저 세계 여론을 환기시키도록 노력하였다. 그러나 이에 대해 호의적인 반응도 있었으나, 임시정부가 과연 한국민의 전체를 대표한 것인지 의문을 품는 자들도 상당하였다. 이에 이승만은 상해 임시정부에 공식 신임장을 전보로 요청하였고 1921년 9월 29일, 다음과 같은 신임장을 받게 되었다.
대한민국 임시정부는 1921년 9월 25일, 정식으로 전 각료의 특별 회의를 소집하고 토의한 결과 다음과 같은 결의안을 채택하였음을 이에 밝히는 바이다. 즉, 대한민국 대통령 이승만은 1921년 미국 워싱턴에서 개최되는 군비 축소회의에 전권을 가질 한국 대표단을 다음과 같이 선정 임명한다.
전권대사 이승만, 전권부사 서재필, 비서관 정한경, 고문관 프레드 A. 돌프
전권 대사에게 완전한 권한을 부여하며 대표 1명을 더 추가할 수 있음을 인정하며, 대표단의 전 인원은 5명으로 구성한다. 따라서 본 군축 회의에 한국 문제에 관한 주장을 제의할 권한을 부여하는 동시에 군축 회의에서 제기되는 모든 협정, 의정서, 조약 일체에 대한 협정 및 체결을 할 권한을 부여하는 바이다.

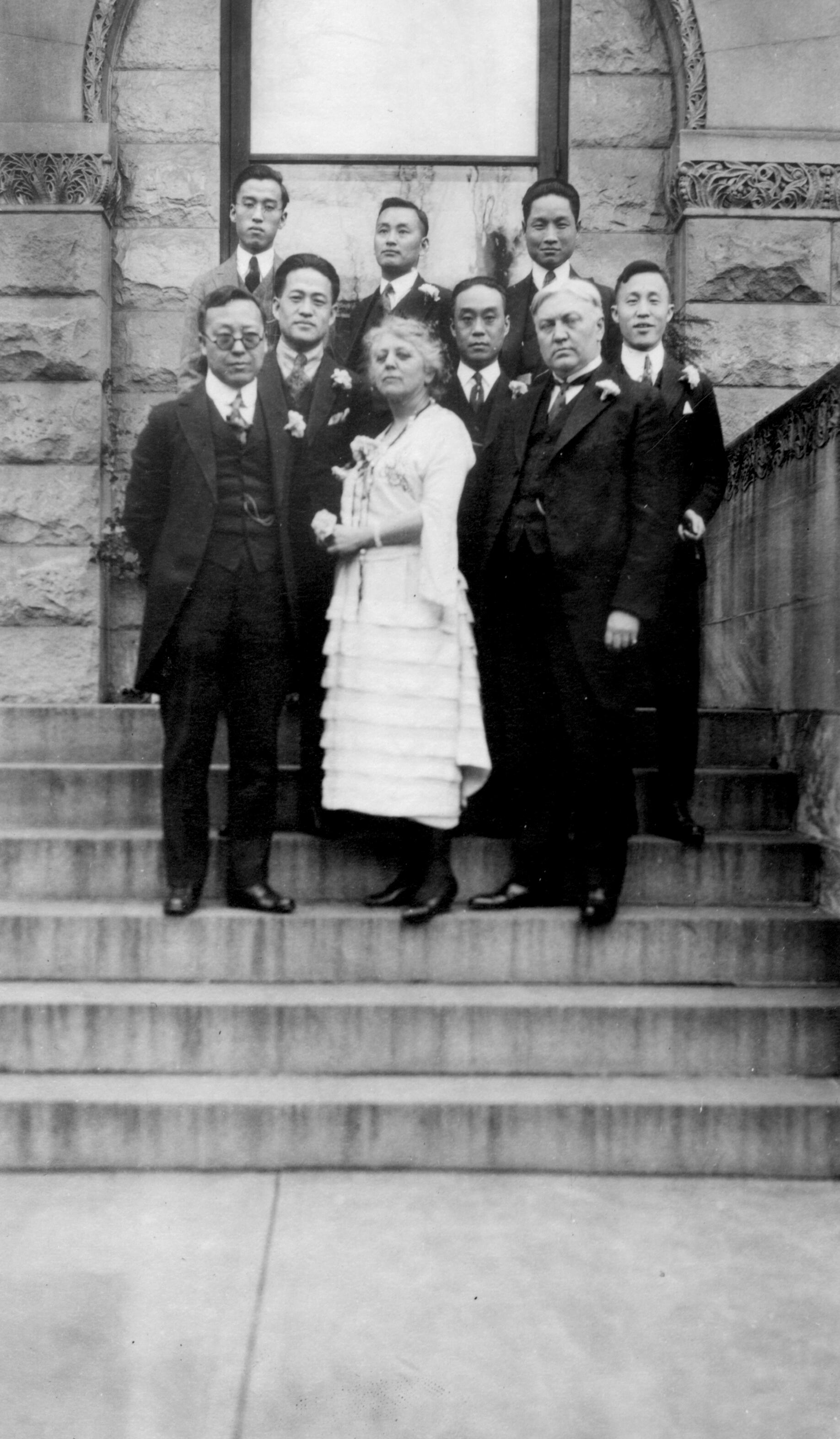
1921년, 워싱턴 군축회의의 교섭을 위한 구미위원부 팀 단체 사진. 앞줄 왼쪽 끝이 이승만, 타이피스트 메이본 여사, 법률 자문관 프레드 돌프.

이 신임장을 미국 대표단의 단장인 허그스 미 국무장관과 군축 회의 사무국에 직접 제출하고 한국 대표단이 이 회의에 정식으로 참석할 수 있도록 주선해 줄 것을 요청하였으나, 이렇다할 아무런 회답도 얻지 못하였다. 그래서 한국 대표부는 옵저버로서라도 이 회의에 참석하여 한국 문제를 논의할 수 있도록 하기 위해 온갖 방안을 찾고자 하였다. 그러나 끝내 목표한 바는 이루지 못하였고 다만 법률 고문이었던 프레드 돌프의 임시정부 승인에 대한 논설이 1921년 12월 1일자 미 의회 회의록에 수록되는 결과만을 달성했다. 애초에 제국주의 열강간의 과도한 군비경쟁 해소 및 이권 조정이 회의의 목적이였던만큼 그들의 식민지에 대한 독립 등의 요구는 철저히 묵살되었다. 이 때 그는 이 회의가 끝나자 열강들에게 다음과 같은 경고를 하였다.
| “ | 자기들의 이익을 위해서 탈취할 수 있는대로 탈취하는 것이 오히려 정당한 것으로 통용될 때, 강대국은 이해가 상반되는 다른 강대국으로부터 정치 활동에 제한을 받게 된다. 이 결과가 전쟁을 야기한다는 것은 너무나 명백한 일이다. 오직 이러한 현실에서 외면당한 약소 국민만이 그들의 정당한 주장조차 펴지 못하고 주권을 유린당하게 되는 것이다. | ” |

이 회의 이후 대다수의 독립운동가들은 서구 열강에게 더 이상 그 어떤 기대도 하지 않게 되었고, 마침 소련 주도로 공산주의 운동이 커지면서 좌익과 우익 분화를 촉진하는 영향을 끼쳤다.

### 구미위원부 철폐령 및 독자활동 (1925~1937)
1925년 3월 10일 임시정부는 임시대통령 이승만을 탄핵하기 직전에 그의 측면 지원세력으로 분류되던 구미위원부에 대한 철폐령을 내렸다.
1925년 4월 15일 '구미위원부 통신 제9-5호'에는 구미위원부를 폐지하고 대한인국민회에 사무를 인계한다는 소식이 알려지자 전 미주 동포들이 분개하였으며 뉴욕, 로스엔젤레스, 시카고 대한인교민단 등이 임시정부에 항의하는 성명서를 보냈다는 내용이 실렸다.
1925년 4월 29일 이승만은 '대통령 선포문'을 발표하였다. 이 선포문에서 이승만은 "민국 원년에 한성에서 조직하여 세계에 공포한 아 임시정부는 해내외에 일반국민의 성복애대(誠服愛戴)하는 바이어늘 단 상해에 일부 인사들이 파괴를 시도하여 정부 소재지로 일장난국을 성함은 세인이 공지하는 바라. 도금(到今)하여는 전부 전복의 계획을 실현하기에 지하였스니 아 충애동포가 엇지 차를 용인하리오"라고 한 다음, "한성계통의 대표적 외교기관인 구미위원부를 유지하여 외교선전사업을 계속 진행함으로 부원(府院：행정부와 임시의정원을 말함)의 문제가 정경(政經)으로 해결되기를 시사(是俟)하라"고 했다. 요컨대 한성정부의 '법통'을 고수하여 구미위원부를 계속 유지해 나가자는 당부였다.
1925년 5월 11일 임시정부는 주미외교위원부를 대한인국민회 중앙총회가 있는 미국 샌프란시스코에 설치하였고, 주미외교위원부 위원장에 대한인국민회 중앙총회장 최진하(崔鎭河)를 임명하였다. 1933년, 스위스 제네바 국제연맹 회의 등에 임시정부와 한국민의 입장을 알리고 홍보하는 활동을 하였다.
구미위원부에는 한국인 유학생인 조병옥·허정·장택상 등이 나타나 업무를 보좌하였다. 이승만이 단독으로 운영하면서 구미위원부가 언제 문을 닫았는지는 학자마다 주장이 다르다. 적어도 1937년, 윤치영이 귀국할 때까지는 활동하였음이 확인된다. 1930년 초, 김현구에 이어 윤치영이 워싱턴에서 구미위원회 업무를 맡으면서 미국 정부와 교섭하거나 중남미 특히 멕시코와 쿠바의 교민들 그리고 동남아의 동포들에게 《태평양주보》 배포에 주력하였다. 그가 국내로 돌아오기 직전 아내 이은혜와 위원부를 운영할 때에 미국인 여자 비서 2명, 흑인 남자 사환이 1명, 그리고 흑인 여자 1명 해서 총 4명이 있었는데, 후에 이 직원들은 정부 수립이 되고 서울로 2번씩이나 찾아와 윤치영 내외를 방문하였다고 한다.

### 주미외교위원부 복설과 외교활동 (1941~1945)

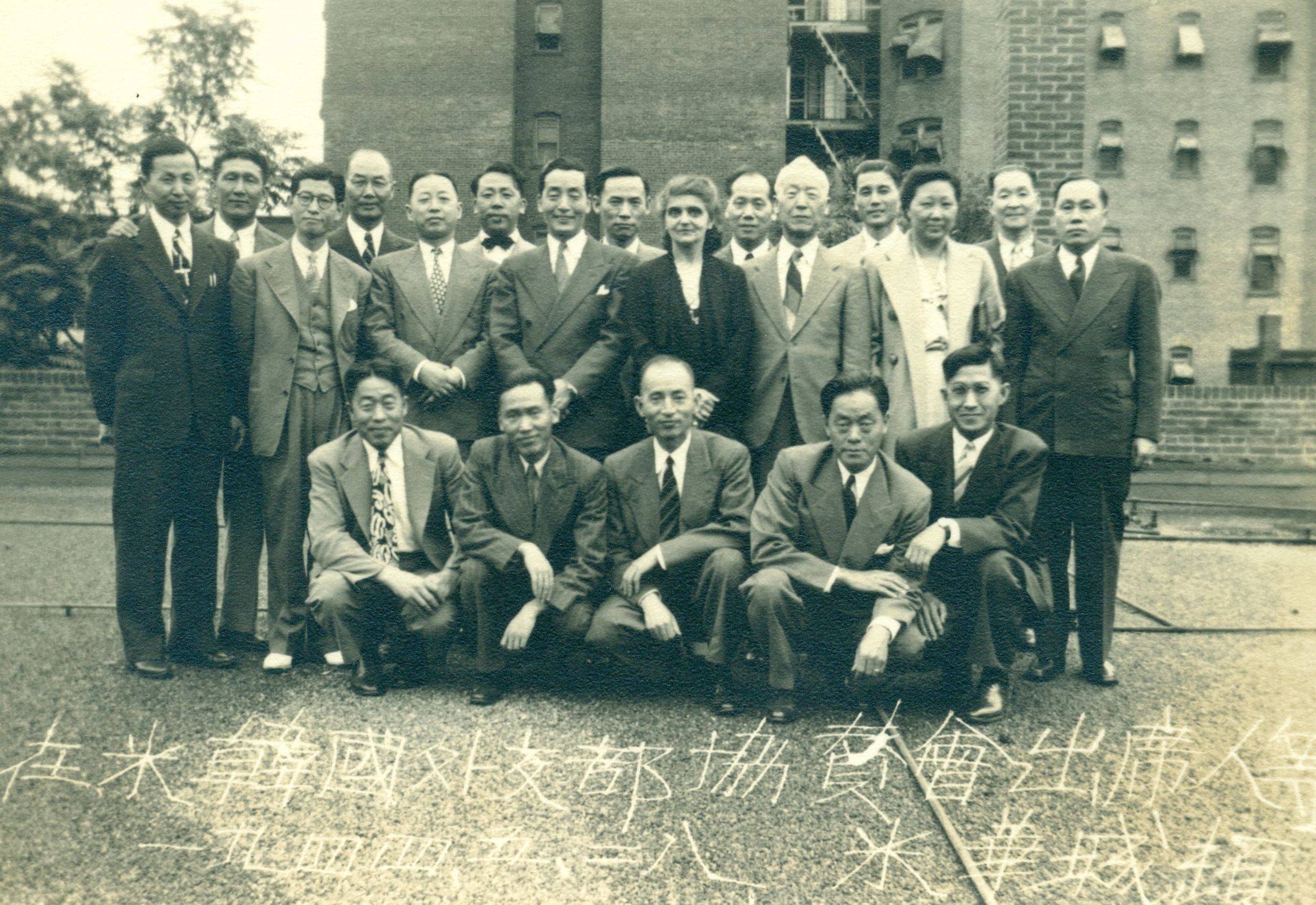
1944년 5월 28일, 워싱턴의 구미위원회 팀. 첫째줄 왼쪽부터 정기원(Jeong Giwon), 김현철(Kim Hyeoncheol), 배민수(Bae Minsu) 목사, 강택모(Kang Taekmo), 한영교(Han Yeonggyo), 둘째줄 왼쪽부터 신상근(Shin Sanggeun), 제임스 신(James Shin), 임창영(Im Chang-yeong), 뒷줄 왼쪽부터 7번째부터 임병직, 김세선(Kim Seseon), 프란체스카 도너 리(Francesca Donner Rhee), 최용진(Choe Yongjin), 이승만, 뒷줄 오른쪽 맨 끝이 이원순, 한 명 넘어서 오른쪽 3번째 여인이 그의 부인 이매리.

1941년 6월 4일, 대한민국 임시정부는 이승만을 워싱턴에 위치한 주미외교위원부 위원장으로 임명하고 그에게 대미교섭의 전권을 위임하는 신임장을 교부했다. 사무실은 당시 워싱턴 동부 5번가에 있는 컬럼비아 빌딩에 자리잡고 있었는데 해당 빌딩은 구미위원부 고문 중 한 명이었던 윌리엄 스태거스의 소유로 저렴하게 이용할 수 있었다. 스태거스 외에 캐나다 대사였던 제임스 크롬웰 씨, 아메리칸 대학 총장이던 더글러스 박사 등이 무보수로 아낌없이 협조를 해주었다.
1941년 12월, 일본의 진주만 습격이 벌어지자 이승만은 코델 헐 국무장관의 극동 담당 비서 알저 히스(Alger Hiss)와 스탠리 혼백(Stanley K. Hornbeck) 극동 국장을 만나서 한국이 사보타쥬와 게릴라 활동으로 대일 전쟁을 강화할 수 있도록 임시정부를 승인하고 군사 원조와 경제 원조를 해줄 것을 요청하였다. 그러나 그들은 현 시점에서 동북아의 커다란 이해 관계를 일으키는 정치적인 문제 제기는 시기 상조라고 거절하였다.
한편 태평양 전쟁이 터지자 미국에 거주하는 한국인의 신분 문제가 불거지기 시작하였다. 1943년 여름, 한국인 두 사람이 통행금지 시간인 오후 8시가 지나 시내를 배회했다 하여 적성국민에게만 적용되는 통금위반 혐의로 군 당국에 체포된 사건이 터진 것이다. 한국 교포가 일본의 부속(部屬) 민족이 아님을 이미 미 법무부로부터 승인을 받고 재미한족연합위원회 명의로 신분증을 발급하여 연합국 국민의 일원으로 인정받고 있었음에도 불구하고 하와이 주둔 미 육군들은 여러 차례에 걸쳐 한국인을 일본인과 동일하게 적성국민으로 취급하고 있었다.
이 사건에 대해 구미위원부는 즉각 스팀슨 미 국방장관에게 공한을 보내 한국 망명 정부가 일본군에게 항전을 전개하고 있음을 상기시키는 한편 비들 법무장관이 승인한 한국인 지위에 대해 유의해 줄 것을 요청했다. 이 공문에 대해 1943년 4월 30일, 스팀슨 국방장관은 답신을 보내왔다.
| “ | 귀하의 3월 30일자 서신은 4월 6일에 나의 비서관에 의하여 접수되었으며 그 후 필요한 조사 관계로 귀하에게 답신하는 것이 늦어진데 대해 유감으로 생각합니다. 육군성은 1940년 외국인 등록법에 따라 등록을 하였으며 등록 시부터 적국의 시민 또는 그 시민으로부터 자발적으로 이탈한 한국인은 적성 시민에 가한 제약으로부터 면제된다는 취지를 모든 관계자에게 알리는 훈령을 관하 일선 사령관에게 내린 바 있습니다. 여기에 대하여 현지 사령관들은 귀하의 공한에 지적된 사항을 취급함에 있어 신중을 기할 것은 물론, 귀하의 국민과 그들의 후손에 대한 처우를 시정하는데 즉각적으로 행동을 취한다는 보고를 보내왔습니다. 나는 현재 이 나라에 거주하고 있는 충실한 수만의 한국인의 심정을 잘 이해하고 있습니다. 또 그들이 그들 조국 땅을 침략하고 있는 일본 정부에 동정하지 않고 있다는 것도 잘 인식하고 있습니다. 나는 이 사람들이 결국 민주주의의 신봉자가 되며 미국에 충성을 다 바칠 것을 굳게 믿는 바입니다. 나는 귀하께서 나의 주의를 환기시켜 주신데 대하여 감사하는 바이며 한국 국민이나 또는 한국 혈통의 군인에 대하여 금후 곤란한 일이 발생될 경우는 이를 본인에게 통보하여 주시면 감사하겠습니다. | ” |

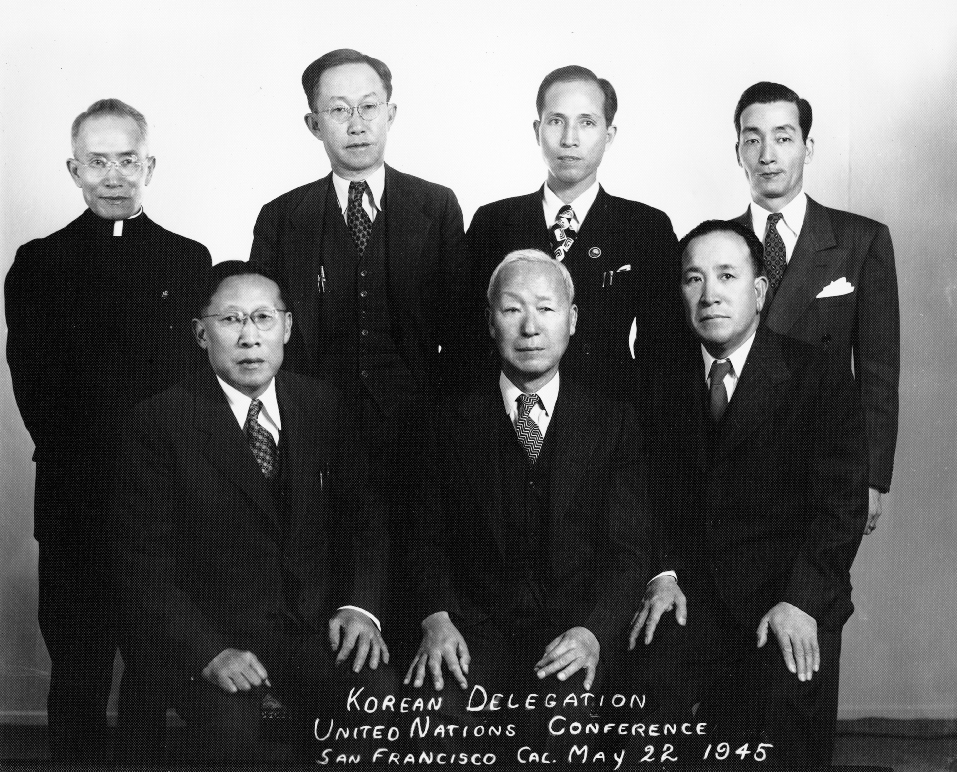
1945년 5월 22일, UN 창립 총회에 파견된 한국 대표단. 앞줄 왼쪽부터 송헌주(Song Heonju), 이승만, 이살음(Yi Sal-eum). 뒷줄 왼쪽부터 윤병구, 정한경, 유경상(Yu Gyeongsang), 임병직.

1945년 5월 22일, 샌프란시스코에서 열리는 UN 창립 총회에 이승만, 윤병구, 정한경, 임병직 등과 함께 한국 대표단으로 참석하려고 하였다. 그러나 그곳의 모인 여러 한인 단체 대표들간의 의견 충돌이 벌어졌고, 어떤 대표는 한국의 장래가 민족 진영과 공산 세력이 합하여 연립 정부를 수립하여야 한다고 주장하였다. 그 후 며칠동안 격한 분위기 속에서 결국 아무런 결정을 보지 못하였는데, 이 때 미 국무성 앨저 히스의 지시에 의하여 극동 국장인 발렌타인은 한국 대표 몇 사람을 접촉하여 연립 정부안을 수락할 것을 종용하였다. 또 이 회의에는 미 국무성의 극동국 한국과 주무인 한국 태생 조지 맥큔이 동석하여 시종 방청하고 있었다.
회의가 아무런 진전을 보이지 않자, 국무성의 극동 국장 발렌타인은 중국 외교 부장 송자문으로 하여금 5월 22일, 한국인들을 만찬회에 초청하여 연립 정부 수립안을 채택할 것을 권고하였으나, 이승만과 그의 팀은 이를 단호히 거절하였다. 이처럼 양쪽이 모두 자기 주장을 양보하지 않자, 이승만은 이러한 논란을 종식하고 하나의 단일안을 일단 만들어 총회에 옵저버 자격이라도 참여해야 한다고 역설하였다.
| “ | 우리가 국제 무대에서 이렇게 싸움만하면 한인들이 분열되었다는 것을 표시하는 것 밖에 안 됩니다. 그러니 연립이니 무어니 하는 그런 문제는 독립 국가를 이룬 다음에 연구하기로하고 우선 무엇보다도 급한 것이 우리나라의 독립이니 여기서는 다른 표현은 그만두고 무조건 '독립 국가'를 원한다고 합의하여 대외적으로 표방하도록 합시다. | ” |

이러한 이승만의 설득과 제의에 의하여 겨우 합의를 본 한국인 각파 대표자들은 유엔 창립 총회에 건의서를 제출하는 일을 이승만에게 일임하도록 결정하였다. 이후 이승만은 한국 대표를 유엔 총회에 참석하게 해달라는 문서와 합의를 본 건의서를 유엔 사무를 담당하고 있던 알저 히스에게 전달하였다. 그러나 이런 한국인들의 활동은 유엔 기구를 주관하는 미 국무성이 애초에 원하는 방향이 아니었으므로 결국 정식 발언권은 얻지 못하였지만, 총회에는 옵저버로서 참관할 수 있었다.
1945년 10월, 이승만이 귀국하고 그의 비서이며 임시정부 광복군의 대령에 임명된 임병직이 주미외교위원부 위원장에 선출됐다.
1948년 8월 15일, 대한민국 정부 수립 이후 주미한국대사관으로 바뀌었다. 워싱턴시 16번가의 마운트플레이선트 언덕에 위치한 2백평의 대지 위에 세워진 건평 약 60평의 2층집이었다. 아래층을 구미위원부 사무실로, 2층을 이승만의 살림집으로 사용했다.
1948년 9월, 미국 대사로 임명된 장면 등 이 유럽과 아메리카 대륙 각국의 정식 대사와 영사로 부임할 때까지 워싱턴에 체재하며 대한민국 임시정부와 미국간 중계 연락업무와 국내와 미국, 유럽을 대상으로 하는 외교업무활동을 전담하였다.

## 역대 위원장

### 위원장
- 김규식(1919년 8월 ~ 1921년 4월 25일[22])
- 서재필(1921년 4월 26일[24] ~ 1921년 9월 2일)
- 이승만(1921년 9월 3일 ~ 1941년 3월 3일 )
- 이승만(1941년 3월 4일 ~ 1948년 5월 10일)
- 임병직(1948년 5월 10일 ~ 1948년 9월 2일[45])

### 위원장대리
- 현순(1920년 4월 ~ 1921년 4월 26일[23]), 위원장 대리(서리)

### 부위원장
- 서재필(1919년 8월 ~ 1919년 9월)
- 김규식(1919년 9월 ~ 1920년 4월)
- 서재필(1920년 4월 ~ 1921년 4월 18일)
- 서재필(1921년 11월 ~ 1924년)
- 임병직(1941년 3월 ~ 1948년 5월 10일)

### 장재/참사관
- 송헌주(宋憲澍, 1919년 8월 - 1920년 7월 30일)
- 현순(玄楯, 1920년 - 1921년 4월 26일)
- 서재필(1921년 4월 26일 - 1922년 8월 26일)
- 남궁염(1922년 8월 26일 - 1948년 8월 15일)

이후 미국과 유럽각국에 대사·영사관이 설치되면서 폐지.

## 같이 보기
- 대한민국 임시정부
- 주한미국대사관
- 이승만
- 김규식
- 여운홍
- 윤치영
- 임병직
- 장택상
- 허정
- 김구
- 장면
- 독립공채표